# عبد الأمير التركي
 عبد الأمير عبد الصمد تركي حسن التركي (1 يناير 1945 - 20 أكتوبر 2015) هو كاتب ومؤلف كويتي ولد في الكويت، حصل على شهادة الماجستير بالعلوم السياسية من بريطانيا وقد بدأ حياته الفنية بالإذاعة سنة 1965.

## ملخص السيرة
كاتب ومؤلف ومخرج كويتي من مواليد 1945 حاصل على شهادة الماجستير بالعلوم السياسية من بريطانيا، بدأ حياته الفنية بالإذاعة سنة 1965 عندما قام بكتابة البرنامج الإذاعي الشهير «نافذة على التاريخ» وبعد ذلك كتب فيلم «العاصفة» من بطولة الفنان خالد النفيسي والفنان عبد الحسين عبد الرضا، كان مصدر إزعاج للرقابة من خلال أعماله الفنية ومنعت له مسلسل تلفزيوني اسمه «الاعتراف» وأيضا منعت الرقابة مسرحيتة «قبل لا يكبر طيره»، أسس المسرح السياسي الكويتي بالاشتراك مع سعد الفرج وقدّموا معا مسرحيات سياسية ساخرة تميزت بجرأة الطرح، رشّح نفسه عدة مرات لمجلس الأمة الكويتي ولم يحالفه الحظ وله مقالات يومية تنشر بعدة صحف كويتية منها السياسة والشاهد يتناول فيها ما يستجد على الساحة السياسية والاجتماعية.

## فيلموجرافيا
1) الاعتراف [ب] مسلسل (2002) (لم يعرض بعد)
2) قبل لا يكبر طيره مسرحية (1993) (لم يعرض بعد)
3) مضارب بني نفط مسرحية (1990)
4) سيفوه في المحكمة مسرحية (1989) (لم يعرض بعد)
5) هذا سيفوه مسرحية (1988) (تم عرضه وإيقافه لاحقاً)
6) دقت الساعة مسرحية (1987)
7) حامي الديار مسرحية (1985)
8) ممثل الشعب مسرحية (1985)
9) حرم سعادة الوزير مسرحية (1979)
10) دنيا المهابيل مسلسل (1977)
11) درب الزلق مسلسل (1977)
12) هالو دوللي مسرحية (1975)
13) هاللو دوللي مسرحية (1974)
14) عائلة بوصعرورة مسرحية (1972)
15) حط الطير طار الطير مسرحية (1971)
16) العاصفة [ب] فيلم (1965)
إخراج
1) هذا سيفوه مسرحية (1988) (لم يعرض بعد)
2) دقت الساعة مسرحية (1987)
3) حرم سعادة الوزير مسرحية (1979)
4) هاللو دوللي مسرحية (1974)

## وفاته
توفي في يوم 20 أكتوبر لعام 2015 إثر حادث سير مروري.